# Магомедов, Расул Магомедович (борец)
Расул Магомедович Магомедов (10 октября 1994; Акушинский район, Дагестан, Россия) — российский самбист, ранее борец вольного стиля.

## Спортивная карьера
Уроженец Акушинского района. Воспитанник спортивной школы имени Гамида Гамидова в Махачкале. В сборной России с 2016 года. На Кубке мира 2017 занял 5 место, на чемпионате России 2017 года стал бронзовым призёром. В январе 2019 года на турнире памяти Ивана Ярыгина в первом круге одержал победу над действующим олимпийским чемпионом Кайлом Снайдером. В марте 2019 года в составе сборной России стал победителем Кубка мира. В ноябре 2021 года в Ташкенте стал чемпионом мира по боевому самбо. 4 апреля 2023 года ему было присвоено звание заслуженный мастер спорта России.

## Спортивные результаты
- Кубок мира по борьбе 2017 — 5;
- Чемпионат России по вольной борьбе 2017  — ;
- Чемпионат мира по борьбе среди молодёжи U23 2017 — 5;
- Кубок мира по борьбе 2019 — ;
- Чемпионат мира по самбо 2021 — ;